# Phyllonorycter vueltas
Phyllonorycter vueltas là một loài bướm đêm thuộc họ Gracillariidae. Nó được tìm thấy ở bán đảo Iberia.
Ấu trùng ăn Genista florida và Genista cinerea. They mine in the stem of their host plant.